# Rivière Bujeault
Der Rivière Bujeault (in Québec) oder Bujeault River (in Neufundland und Labrador) ist ein linker Nebenfluss des Rivière Saint-Paul in den kanadischen Provinzen Québec und Neufundland und Labrador.

## Flusslauf
Der Rivière Bujeault hat seinen Ursprung an der Provinzgrenze im See Lac Tshipashit (Bezeichnung in Neufundland und Labrador: Indian Pond) auf einer Höhe von 308 m. Er verlässt den See an dessen Südwestufer. Er fließt anfangs ein kurzes Stück nach Nordwesten und macht anschließend eine Kehre und fließt danach in Richtung Südsüdwest. Im Oberlauf quert der Fluss mehrmals die Provinzgrenze. Der Rivière Bujeault behält seinen Kurs im äußersten Osten der Verwaltungsregion Côte-Nord in Québec bei. Er nimmt den Rivière du Nord-Ouest rechtsseitig sowie den Rivière du Nord-Est linksseitig auf, durchfließt den Lac Maxwell und mündet schließlich etwa 20 km nördlich von der Siedlung Rivière-Saint-Paul in den Fluss Rivière Saint-Paul. Am Flusslauf liegen mehrere Stromschnellen. Der Rivière Bujeault hat eine Länge von 71 km. Er entwässert ein Areal von 1227 km². Der mittlere Abfluss beträgt 26 m³/s.

## Namensgebung
Benannt wurde der Fluss nach Pierre-Alain Bujeault (oder Bugeauld) (~1668–~1707), einem königlichen Notar in Akadien, benannt.